# Porte des Forgerons
La porte des Forgerons, en alsacien Schmiedtor, est une des anciennes portes fortifiées des remparts de Molsheim. Édifiée au XIVe siècle, c'est la seule porte de la ville qui ait subsisté après le XIXe siècle. Depuis 1929, elle est inscrite à l'inventaire supplémentaire des monuments historiques

## Localisation et toponymie
La porte des Forgerons marque l'entrée méridionale de la ville de Molsheim. Elle est située à peu près au milieu du côté sud du centre-ville, à l'entrée de la rue de Strasbourg, et donne côté extérieur sur la rue de la Gare, qui reprend le tracé des fossés comblés de la cité.
Le nom le plus usité est Schmiedtor, ou porte des Forgerons. Mais certaines sources anciennes évoquent également la porte de Strasbourg ou plus rarement encore la porte Saint-Georges. 

## Historique

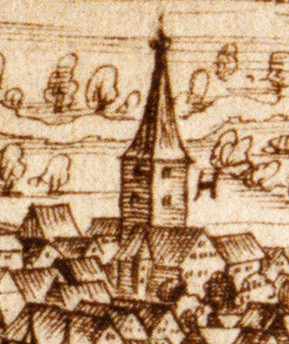
La porte des Forgerons en 1644, gravure de Jean-Jacques Arhardt.

La date exacte de construction n'est pas connue, mais la porte est incluse dans l'enceinte de 1250-1260, largement remaniée vers 1320. Elle est mentionnée de manière certaine au moins depuis 1363 sous le nom Smidttor, et constitue déjà à cette époque la porte d'entrée principale de la cité médiévale. Le corps de garde (), situé à droite permet au veilleur de surveiller les alentours. La maison du portier et péager est située de l'autre côté.
Le 21 juin 1783, un incendie parti du grenier à foin de l'auberge ravage tout le quartier situé entre les actuelles rues de Strasbourg, de l'Église et Notre-Dame. Le portier, monté en hâte pour sonner le tocsin, met par inadvertance le feu à la charpente de la tour elle-même, ce qui fait d'une part fondre la cloche et d'autre part empêche les secours extérieurs d'arriver. La charpente est rebâtie selon un angle différent par la suite, et la cloche remplacée par celle de Saint-Georges.
En 18668, la bourgeoisie molshémienne offre à la ville une statue de Vierge à l'Enfant de deux mètres de hauteur et cinq cents kilogrammes, en fonte dorée à la feuille d'or, qui est placée sur la face externe de la porte.
L'édifice fait l'objet d'une inscription au titre des monuments historiques depuis 1929.

## Architecture
La tour est de section rectangulaire, presque carrée, avec une emprise au sol de 9 mètres par 8,5 mètres. Comme son nom l'indique, l'édifice est percée d'une porte, en arc brisé, qui sert encore au XXIe siècle de passage pour les véhicules. La tour compte quatre niveaux au-dessus du rez-de-chaussée, plus un comble situé sous une toiture à quatre pans, surmonté lui-même d'un clocheton abritant une petite cloche.
L'édifice ancien surplombait le fossé et était en conséquence précédé d'un pont-levis. Les murs extérieurs de la tour servaient de rail de guidage à une herse, qui protégeait les battants de la porte proprement dits.
La tour était dotée avant 1783 d'une toiture très pointue, plus haute que l'édifice moderne. Elle est reconstruite après l'incendie du 21 juin.
La cloche perdue en 1783 est remplacée par celle provenant de l'église Saint-Georges, qui pèse quatre tonnes. Cette cloche est utilisée pour sonner à six heures du matin l'ouverture des portes de la ville et à dix heures du soir leur fermeture, pratique toujours en vigueur même si les portes ne sont plus fermées.